# Cibles vivantes (film, 1962)
Pour plus de détails, voir Fiche technique et Distribution.
Cibles vivantes est un film franco-espagnol réalisé par Francisco Rovira Beleta en 1960 et sorti en 1962.

## Fiche technique
- Titre : Cibles vivantes
- Titre original : Altas variedades
- Réalisation : Francisco Rovira Beleta
- Assistant : Fabien Collin
- Scénario : Manuel María Saló
- Photographie : Mario Pacheco
- Costumes : Rafael Richard
- Décors : Juan Alberto Soler
- Montage : María Rosa Ester
- Musique : José Solá
- Production : Djinn Films - Este Films
- Pays d'origine :  France -  Espagne
- Durée : 90 minutes
- Date de sortie : France - 18 juillet 1962[1]

## Distribution
- Agnès Laurent
- Christian Marquand
- Ángel Aranda
- Vicky Lagos
- Marisa de Leza